# Solanillos del Extremo (kommun)
Solanillos del Extremo är en kommun i Spanien.   Den ligger i provinsen Provincia de Guadalajara och regionen Kastilien-La Mancha, i den centrala delen av landet, 90 km öster om huvudstaden Madrid. Antalet invånare är 109.